# Petaloconchus macrophragma
Petaloconchus macrophragma är en snäckart som först beskrevs av Carpenter 1856.  Petaloconchus macrophragma ingår i släktet Petaloconchus och familjen Vermetidae. Inga underarter finns listade i Catalogue of Life.